# Eryniopsis lampyridarum
Eryniopsis lampyridarum (лат.) — вид зигомикотовых грибов семейства энтомофторовых (Entomophthoraceae).

## Распространение
Северная Америка

## Экология
Паразитарный энтомофильный вид. Паразитирует на жуках Chauliognathus pensylvanicus семейства мягкотелок (Cantharidae). Согласно исследованиям Дональда Стейнкрауса из университета Арканзаса 2017 года, около 20% проверенных мягкотелок было заражено грибком Eryniopsis lampyridarum.